# Jonathan Tunick
Jonathan Tunick (ur. 19 kwietnia 1938 w Nowym Jorku) – amerykański kompozytor muzyki filmowej.
Laureat Oskara 1978 w kategorii: najlepsza muzyka adaptowana (w filmie Mała nocna muzyka - reż. Harold Prince).

## Wybrana filmografia
jako autor oryginalnej muzyki:
- Niekończąca się miłość (1982) - reż. Franco Zeffirelli
- Klatka dla ptaków (1996) - reż. Mike Nichols
- Uznajcie mnie za winnego (2006) - reż. Sidney Lumet